# Thirmida necyria
Thirmida necyria är en fjärilsart som beskrevs av Felder 1874. Thirmida necyria ingår i släktet Thirmida och familjen tandspinnare. Inga underarter finns listade i Catalogue of Life.